# Operation Cobra’s Anger

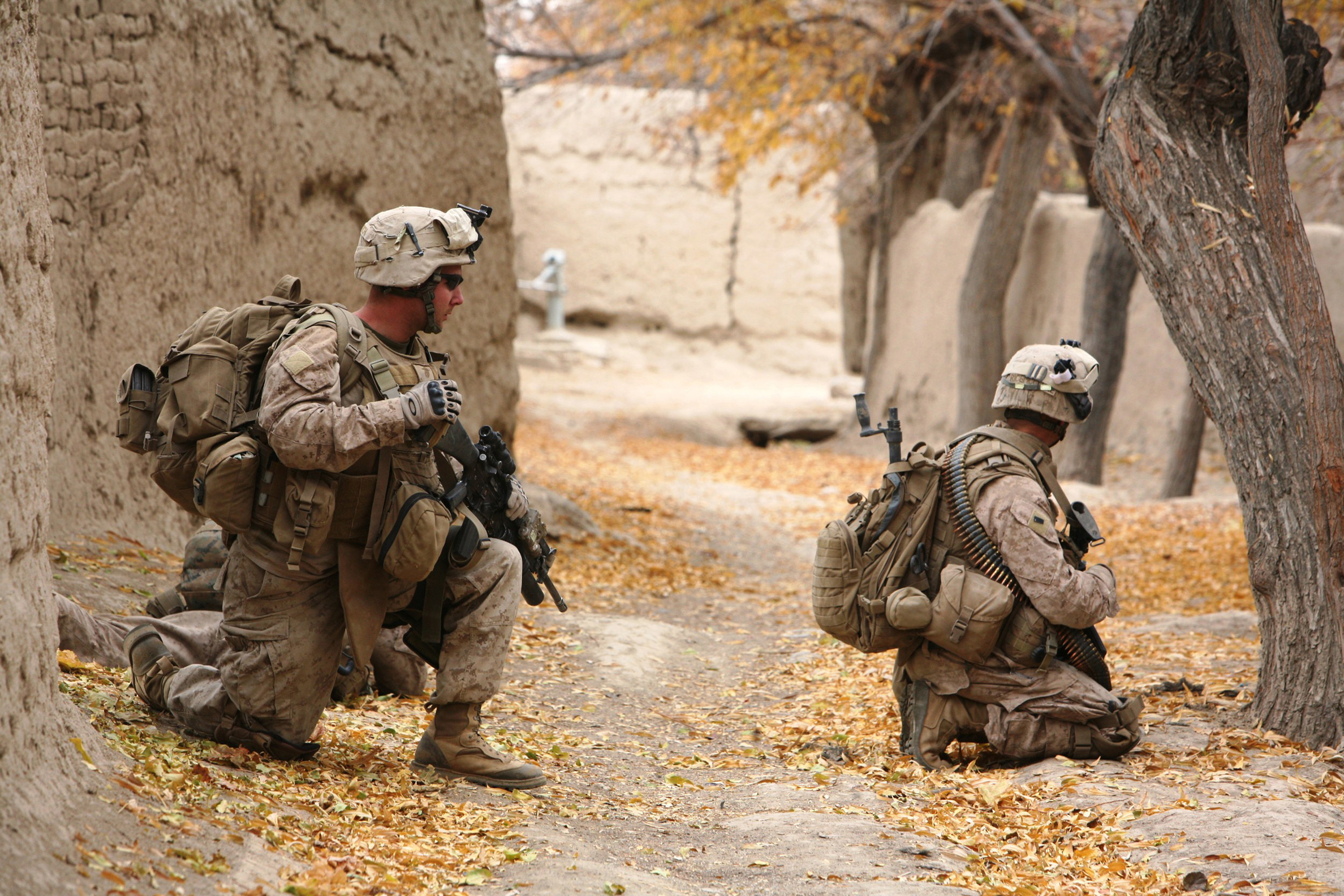
Marines vom 4. US-Marineinfanterieregiment während der Operation Cobra’s Anger

Die Operation Cobra’s Anger (deutsch: Operation Zorn der Kobra) war eine Luftlandeoperation des United States Marine Corps mit einer afghanischen Unterstützungseinheit in der Provinz Helmand in der Umgebung des Tals Nawzad. Ziel der am 4. Dezember 2009 begonnenen Operation war die Unterbrechung der Versorgungs- und Kommunikationslinien von Gruppen der Taliban.

## Beginn der Luftlandeoperation
Am Morgen des 4. Dezember 2009 begann die von Oberstleutnant Martin Wetterauer kommandierte Operation mit Einheiten des 3rd Battalion 4th Marines in einer ersten Welle von 300 Mann und 150 afghanischen Soldaten. Insgesamt sollen bis zu 1000 Mann der US-Einheiten eingesetzt werden. Die Einheiten wurden mit Hubschraubern und Spezialflugzeugen des Typs V-22 Osprey eingeflogen, wobei die Maschinen vom Typ V-22 Osprey erstmals in Afghanistan zum Einsatz kamen. Zum Einsatz kamen die Maschinen der Marine Medium Tiltrotor Squadron 261 der Marine Corps Air Station in New River von North Carolina. Die Maschinen konnten die Höhen der Kampfzone gut bewältigen und landeten weitere Truppen und Ausrüstungen im gesicherten Gebiet der Stadt von Nawzad.
Auch britische Spezialeinheiten sowie dänische Kampfpanzer vom Typ Leopard 2A5DK unterstützten die Operation.

## Erste Einsatzberichte
Am 7. Dezember meldeten die Truppen das Auffinden von Verstecken, in denen die Taliban Explosivstoffe, Gewehre und Maschinengewehre lagerten. Einen Tag vorher hatte der US-Sprecher Major William Pelletier im Camp Leatherneck den Fund nördlich vom Tal Nawzad bei Changowlak schon erwähnt. US-Oberst Wayne Shanks wies darauf hin, dass diese Operation eine von 22 ähnlichen Operationen ist, die zurzeit in Afghanistan unternommen werden. Das Gebiet von Nawzad gehört zu den Gebieten, die in der britischen Kampfzone Afghanistans liegen.
Bis zu sechzehn Männer der Taliban sollen in Kämpfen mit den Offensiveinheiten gefallen sein. Fünf Taliban wurden gefangen genommen.

## Einnahme und Stabilisierung der Stadt von Nawzad
Wie Oberst Randy Newman, der kommandierende Offizier des Marine Regimental Combat Team 7 berichtete, war die Bevölkerung der Stadt von Nawzad mit Beginn der Operation geflohen. Mehr als 900 Marines und 150 afghanische Soldaten durchkämmten die Stadt. Es waren nur noch einzelne Talibankämpfer in der Stadt, die bekämpft und gefangen wurden. Die US-Einheiten nahmen Positionen im Gürtel des Siedlungsgebiets ein, um das Gebiet zu sichern.

## Einsatz von schwerem Minenräumgerät

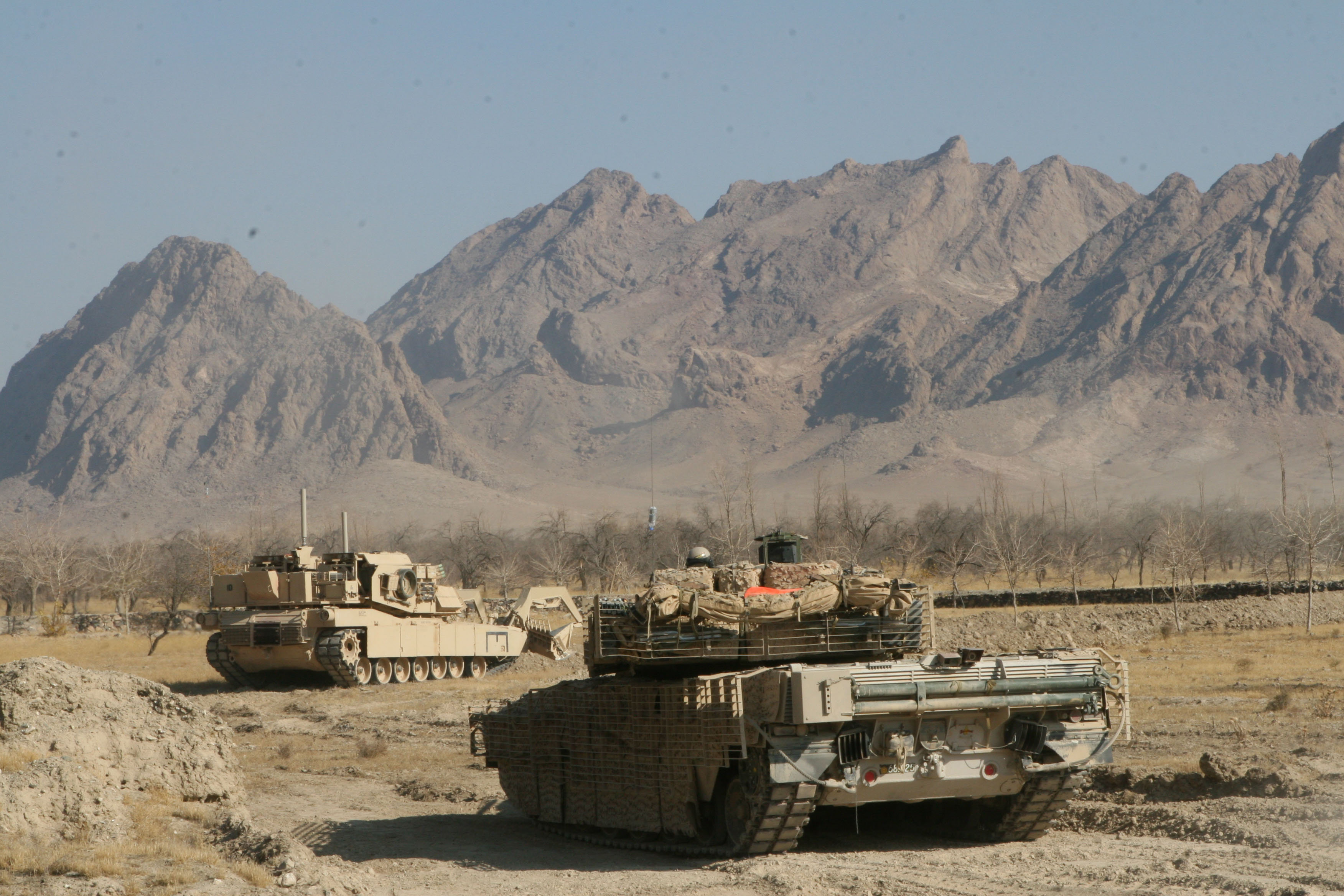
Ein M1 ABV (Hintergrund) des USMC wird von einem dänischen Leopard 2A5DK während eines Einsatzes in Nawzad begleitet.

Auf dem Landweg kam im Tal von Nawzad schweres Räumgerät im Rahmen der Operation zum Einsatz, weil damit gerechnet wurde, dass die Talibankräfte die Zufahrtswege mit großen Sprengfallen versehen würden. Deshalb wurden vom 2nd Combat Engineer Battalion Pionierpanzer vom Typ Assault Breacher Vehicle (ABV) eingesetzt, die mit dem schweren Räumgerät ausgerüstet waren. Diese Pionierpanzer waren eine Neuentwicklung auf Basis der M1 Abrams, die erst seit dem Jahre 2007 abgeschlossen war. Mehrere Sprengfallen konnten durch den Einsatz der ABV beseitigt werden. Nach Aussagen der eingesetzten Kräfte hat sich das ABV bewährt und diente als Abräumer der gefürchteten Sprengfallen zu Beginn der Operation.